# 霍望奇納
霍望奇納（Khovanshchina，直译：xɐˈvanʲɕːɪnə）是莫杰斯特·穆索尔斯基的五幕六景歌劇作品，劇本為弗拉基米爾·斯塔索夫所寫，穆索爾斯基在1872年接受斯塔索夫之邀，將之譜寫為歌劇。
這是一齣史實的國民歌劇，背景設定於17世紀的俄羅斯帝國。故事描述作風保守的親王派的反叛，遭到沙皇彼得一世壓制等的經過。
在穆索爾斯基猝逝之後，同屬五人組的作曲家尼古拉·里姆斯基-科萨科夫對本劇做出了修改，他的修正版亦流傳於世。

## 音樂特色

### 前奏曲
前奏曲首先由中提琴奏出琶音旋律，之後小提琴、雙簧管的俄羅斯音樂主題接手，豎笛則模仿晨間的鳥鳴聲。隨即轉為悲劇氣氛，銅鑼的響聲代表鐘聲，帶來有如正教的莊重感受。

## 外部連結
- 霍望奇納：国际乐谱典藏计划上的乐谱